# الانتخابات الرئاسية التونسية 2004
أقيمت الانتخابات الرئاسية 2004 في تونس يوم الأحد 24 أكتوبر، وهي الانتخابات الرئاسية الرابعة في عهد الرئيس زين العابدين بن علي بعد انتخابات سنوات 1989 و1994 و1999. جاءت الانتخابات بعد عامين من التعديل الدستوري لعام 2002 الذي ألغى شرط تحديد الفترات الرئاسية بثلاثة لتمكين بن علي من الترشح للمرة الرابعة. مثل انتخابات 1999 سمح لمرشحين آخرين ينتمون للأحزاب الممثلة في مجلس النواب خوض الانتخابات. رغم تطمينات النظام وحضور مراقبين أجانب كانت نتائج الانتخابات عرضة لتشكيك المعارضة في ماوصفها أغلب المراقبين المستقلين بالصورية.

## المرشحون[1]
- زين العابدين بن علي (68 عام)، رئيس الجمهورية منذ 1987 ومرشح التجمع الدستوري الديمقراطي الحاكم قد لاقى ترشيحه دعما من حركة الديمقراطيين الاشتراكيين والاتحاد الديمقراطي الوحدوي وعدد من المنظمات الوطنية.[2]
- محمد بوشيحة (56 عام)، موظف وأمين عام حزب الوحدة الشعبية المقرب من السلطة.
- محمد علي الحلواني (57 عام)، جامعي ورئيس المجلس الوطني لحركة التجديد ومرشح «المبادرة الديمقراطية» وهو تحالف يضم التجديد وعدة شخصيات يسارية.
- منير الباجي (56 عام)، محامي وأمين عام الحزب الاجتماعي التحرري المساند لتوجهات النظام.

## النتائج[3]
| نتائج الانتخابات الرئاسية التونسية 2004 | نتائج الانتخابات الرئاسية التونسية 2004 | نتائج الانتخابات الرئاسية التونسية 2004 | نتائج الانتخابات الرئاسية التونسية 2004 | نتائج الانتخابات الرئاسية التونسية 2004 |
| الحزب                                   | الحزب                                   | المترشح                                 | عدد الأصوات                             | النسبة                                  |
| --------------------------------------- | --------------------------------------- | --------------------------------------- | --------------------------------------- | --------------------------------------- |
|                                         | التجمع الدستوري الديمقراطي              | زين العابدين بن علي                     | 4,202,292                               | 94.49%                                  |
|                                         | حزب الوحدة الشعبية                      | محمد بوشيحة                             | 167,986                                 | 3.78%                                   |
|                                         | حركة التجديد/المبادرة الديمقراطية       | محمد علي الحلواني                       | 42,213                                  | 0.95%                                   |
|                                         | الحزب الاجتماعي التحرري                 | منير الباجي                             | 35,067                                  | 0.79%                                   |
| العدد الإجمالي للأصوات                  | العدد الإجمالي للأصوات                  | العدد الإجمالي للأصوات                  | 4,449,558                               | 91.2%                                   |
| الأوراق البيضاء                         | الأوراق البيضاء                         | الأوراق البيضاء                         | 14,779                                  | 3.3%                                    |
| عدد المصوتين                            | عدد المصوتين                            | عدد المصوتين                            | 4,464,337                               |                                         |
| نسبة المشاركة                           | نسبة المشاركة                           | نسبة المشاركة                           | 91.52%                                  | 91.52%                                  |

1. ↑  "بدء التصويت في الانتخابات التونسية"، موقع بي بي سي العربية في 24 أكتوبر 2004 نسخة محفوظة 07 مارس 2016 على موقع واي باك مشين.
2. ↑  ""بن علي رئيس لتونس بنحو 95% من الأصوات"، سي أن أن العربية في 25 أكتوبر 2004". مؤرشف من الأصل في 2013-05-02. اطلع عليه بتاريخ 2013-04-29.{{استشهاد ويب}}:  صيانة الاستشهاد: BOT: original URL status unknown (link)
3. ↑  "نتائج الانتخابات الرئاسية ليوم 24 أكتوبر 2004 تونس" من موقع الشبكة العربية لتعزيز الشفافية ومكافحة الفساد[وصلة مكسورة]